# لاله واژگون شکلاتی
لاله واژگون شکلاتی(نام علمی: Fritillaria affinis) نام یک گونه از سرده لاله واژگون است.